# 자킹 길로리
자킹 길로리(Jahking Guillory, 2001년 5월 14일 ~ )는 미국의 영화배우, 텔레비전 배우이다.
롱비치 (캘리포니아주)에서 태어났다. 그의 루이지애나 크리올 아버지는 루이지애나 출신이고 어머니느 괌 출신이다.

## 영화
- 킥스 (2016년)

## 텔레비전
- 블랙 라이트닝 (드라마)